# Manèbe
Le manèbe est un fongicide non systémique appartenant à la famille des dithiocarbamates (classe éthylène-bis-dithiocarbamate).
Il est utilisé contre les maladies cryptogamiques, notamment la tavelure.

## Mode d'action
Le mode d'action des pesticides dithiocarbamates est l'inhibition des systèmes enzymatiques dépendants de métaux ou possédant un groupement sulfhydryl chez les champignons, les bactéries, les plantes, les insectes et les mammifères.

## Effets physiopathologiques
Les mécanismes de la toxicité du manèbe sont peu connus.
Il semblerait cependant que le manèbe inhibe de manière préférentielle le complexe III de la chaîne respiratoire mitochondriale, donc la production d'ATP, source d'énergie cellulaire.
Il franchirait également la barrière hémato-encéphalique et aurait ainsi un effet sur le système nerveux central. 
Enfin, il a été mis en évidence qu'il induirait un phénomène d'apoptose en activant un membre de la famille Bcl-2, la protéine pro-apoptotique Bak (en).

### Atteintes neurodégénératives
La maladie de Parkinson est une maladie neurodégénérative caractérisée, notamment, par une perte des neurones dopaminergiques de la substance noire, une région cérébrale.
Des facteurs environnementaux, et parmi eux les pesticides, ont été impliqués dans la physiopathologie de cette maladie.
En 2000, une équipe de recherche s'est intéressée au paraquat et au manèbe, car tous deux altèrent le système dopaminergique.
De plus, ils présentaient aux États-Unis une répartition géographique similaire,. 
Les auteurs de l'étude ont soumis de manière chronique des souris à des doses subcliniques des deux pesticides.
Pris indépendamment, chaque pesticide n'avait que peu ou pas d'effet. 
Lorsque les pesticides furent combinés, les auteurs observèrent d'importantes altérations de la motricité ainsi qu'une diminution des projections dopaminergiques vers le striatum - une région cérébrale impliquée dans le contrôle de la motricité et dont le fonctionnement est altéré lors de la maladie de Parkinson - suggérant une atteinte de type parkinsonienne.
Ils en conclurent que ces pesticides potentialisaient leurs effets.
Ceci était d'autant plus significatif que la répartition de ces pesticides étant similaire, les humains pouvaient y être exposés.
Cette étude suggérait par ailleurs que l'évaluation de la toxicité des pesticides, effectuée réglementairement à partir d'un seul composé, devrait être reconsidérée sur la base de potentiels effets de mélanges (appelé effet "cocktail").
L'injection de 20 mg·kg-1 de caféine - 5 mg·kg-1 de caféine est l'équivalent chez la souris d'une tasse de café chez l'humain, soit 100 mg - à ce modèle murin de la maladie de Parkinson a un effet neuroprotecteur pour les neurones dopaminergiques de la substance noire ; elle empêche la diminution induite par le traitement conjoint au manèbe et au paraquat.
La caféine agirait comme antagoniste des récepteurs A2A à l'adénosine.
Ces récepteurs favorisant potentiellement le relargage excitotoxique de glutamate, leur inhibition expliquerait l'effet neuroprotecteur de la caféine.
Ces donnés concordent avec les données épidémiologiques obtenus chez l'humain et indiquant que la caféine est associée à un risque réduit, jusqu'à -60 %, de développer la maladie de Parkinson.

### Neurotoxicité silencieuse
L'exposition développementale à de faibles doses de composés chimiques - n'ayant pas d'effets teratogènes ou de signes de toxicité immédiats - pourrait cependant conduire à des maladies apparaissant plus tard dans la vie.
Durant cette période de vulnérabilité accrue, l'exposition à ces composés pourrait altérer la régulation hormonale, des voies métaboliques  ou la différenciation cellulaire.
Ces modifications engendreraient à leur tour des régulations épigénétiques, comme une modification de la méthylation de l'ADN, des histones ou bien encore des ARN non codants.
Ces facteurs influençant l'expression des gènes à large échelle et sur le long terme, leur altération expliquerait l'augmentation du risque pour certaines maladies non transmissibles comme l'obésité ou le diabète de type 2. 
Une équipe de recherche a mis en évidence que l'exposition chronique et conjointe à de faibles doses de manèbe et de paraquat, durant la période postnatale, n'avait pas de conséquence sur les fonctions motrices chez la souris.
Si cette exposition n'était associée à aucun marqueur de stress oxydatif ou de l'inflammation dans le striatum, les auteurs notèrent cependant une diminution de l'activité des complexes I et II de la chaîne respiratoire mitochondriale.
Ils relevèrent également une faible, mais significative, diminution du nombre de neurones dopaminergiques dans la substance noire et de leurs projections dans le striatum. 
Lorsque des animaux adultes furent soumis à ce mélange de pesticides, les conséquences furent également limitées.
Les auteurs découvrirent cependant que s'ils soumettaient de nouveau à l'âge adulte les souris déjà exposées durant la période postnatale, les conséquences sur la motricité et le système dopaminergique étaient plus importantes qu'une exposition restreinte à la période post-natale ou adulte - avec une réduction des fonctions motrices et du nombre de neurones dans la substance noire.
Ils en conclurent que l'exposition à un mélange de pesticides à faibles doses, mais durant une période de vulnérabilité comme le développement cérébral, fragilisait le système dopaminergique et le rendait plus sensible aux agressions ultérieures.
Ces altérations subtiles pourraient demeurer silencieuses et n’être révélées cliniquement que plus tard lors d'un évènement stressant pour la physiologie cellulaire.
Cette étude est venue préciser, avec des conclusions similaires, des travaux publiés presque 20 ans auparavant.

## Applications médicales
Les dithiocarbamates, dont le manèbe, interfèrent avec le métabolisme des glucocorticoïdes en inhibant l'activité de l'enzyme 11β-hydroxystéroïde deshydrogénase (type 2) qui catalyse l'oxydation du cortisol en cortisone.
Le manèbe a été utilisé pour créer un modèle animal de la maladie de Parkinson.